# 神坂峠
神坂峠（みさかとうげ）は、木曽山脈南部の岐阜県中津川市と長野県下伊那郡阿智村の間にある標高1,569 mの峠である。位置は、北緯35度28分19秒 東経137度37分55秒 / 北緯35.47194度 東経137.63194度。

## 概要
木曽山脈南部の主稜線の富士見台（富士見台高原である）と恵那山との鞍部である。木曽川水系落合川支流の冷川と天竜川水系阿知川の支流園原川との分水嶺となっている。岐阜県側からは林道大谷霧ヶ原線で峠までの車両乗入れは可能であるが、長野県側の峰越林道は崩落の危険がありゲートが設けられ一般車両の通行が禁止されている。
岐阜県の胞山（えなさん）県立自然公園（本来の山の名前は「恵那山」であるが、県立自然公園の名称としては「胞」を使用する。因みに恵那という地名自体がイザナギとイザナミが天照大神を産んだときにその胞衣（えな）を納めたという伝説から来ている）の一端をなしている。

## 歴史
神坂峠は、古くは信濃国の伊那郡と美濃国の恵那郡（木曾谷）との境であった。古代において坂とは「峠」の意味であり、東山道が通る交通の要所であり難所であった。
その険しい道程から東山道第一の難所として知られ、荒ぶる神の坐す峠として「神の御坂」と呼ばれた（「御坂峠」という別表記はここに由来する）。神坂峠は、急峻で距離も長かったため、峠を越えられずに途中で死亡する者や、盗賊が出ては旅人を襲ったとの記録が、いろいろな古典に書かれている。後に、東山道（中山道）は神坂峠を避けて、木曾谷を通るようになったため、神坂峠を越える者は減少した。
斉衡2年（855年）の国解に「恵奈郡坂本驛は信濃國阿智驛と相去ること七十四里　雲山疊重し、路遠くして坂高し、星を戴て早く發するも夜を犯して晏く至る。一驛の程も猶數驛に倍る。驛子の負荷常に逓送に苦しみ、寒節の中には道にて死するもの衆し」とあるように、峠前後の駅間距離は七十四里（約40km）と標準値の2.5倍もあった。また、駅馬も30頭と標準の3倍の数が用意されていた。
神坂峠の頂上からは、古代に祭祀で使用された（滑石で作った鏡、刀子、剣、勾玉、臼玉、管玉、棗玉など）や須恵器、土師器、灰釉陶器、鏡、刀子などが発掘されており、神坂峠遺跡と言う。遺跡は1972年（昭和47年）に全国初の峠祭祀遺跡として長野県史跡に指定され、1981年（昭和56年）には国史跡に指定された。これらは現在阿智村の中央公民館に保管・展示されている。
平安時代初期に、伝教大師最澄は、この峠のあまりにもの急峻さに驚き、旅人のために峠を挟んで両側に広済院と広拯院という「お救い小屋（仮設避難所）」を設けた。『叡山大師伝』に記載あり。

## 古典文学に登場する神坂峠
『日本書紀』の景行天皇四十年条にある、日本武尊が東征の帰路、神坂峠で尊を苦しめようした山の神が白鹿に変じ、それを尊が蒜で撃ったという話。
『万葉集』巻二十にある「ちはやぶる神の御坂に幣奉り齋ふ命は母父が為」という歌。
『古今和歌集』、『源氏物語』『今昔物語集』に登場する、神坂峠山麓の園原という里にある、歌枕にもなった帚木というヒノキ。
『今昔物語集』の巻二十八に、信濃国司の任期を終えて都へ帰る途中の藤原陳忠が神坂峠から谷底へ転落したものの、救出の際にヒラタケを抱えて生還したとの逸話。
『信貴山縁起』の尼公の巻。
『雨月物語』の浅茅が宿に書かれている「真坂峠」で大勢の山賊達に取り囲まれ、衣服金銀を残らず掠め取られ、自分の命が辛うじて助かったとの話。
明治になってできた長野県歌信濃の国にも神坂峠信濃側山麓の里、「園原」が歌われている。

## 吉野拾遺に見る御坂（神坂）
後宇多天皇の崩御後の吉野拾遺に、
一とせ。木曾の御坂のあたりさすらえ侍りしとき、山のたゝずまひ、河の清き流れに、心とまり侍りしかば、こゝには思ひとゞまりぬべき所にこそ侍れとて「思ひたつ木曾のあさ衣あさくのみそめてやむべき袖の色かは」と詠じて、庵ひき結びて、しばし侍りしに、國の守の鷹狩りにあまた人具し給ふさまの、あさましくたえがたかりければ「こゝもまたうき世なりけりよそながら思ひしまゝの山里もがな」と眺めすてゝ出侍りしと。
この國の守とは遠山氏であろうと考えられる。

## 東山古道
古代には信濃坂と呼称され、東山道はこの急峻な峠を越えて伊那方面に抜ける形になっていたが、中山道は比較的緩やかな馬籠峠を経由して木曽方面へ行くように整備された。西側の強清水から神坂峠まで林道を何度も横切るルートとして、東山古道の登山道として整備されている。
岐阜県恵那市から長野県塩尻市にかけてほとんど中山道と並行している形となっている国道19号に対して、中央自動車道の恵那山トンネルはこの峠の約1km北側に掘られており、中央自動車道の道筋もまたそのほとんどが奈良時代以前の東山道沿いとなっている。

## 周辺の山
峠は、恵那山、富士見台高原、神坂山などへの登山口となっている。峠から北北東500m程の林道終点には、阿智村の山小屋「萬岳荘」があり、無雪期に営業を行っている。
- 富士見台（富士見台高原） - 1,739m
- 神坂山 - 1,684m
- 大判山 - 1,696m
- 恵那山 - 2,191m